# クリス・クニエリム
クリストファー・クニエリム（英語: Christopher Knierim, 1987年11月5日 - ）は、アメリカ合衆国出身の男性フィギュアスケート選手（ペア）。パートナーは妻のアレクサ・シメカ・クニエリムなど。
2015年、2018年、2020年全米選手権優勝。2016年四大陸選手権2位。

## 人物
2014年4月8日にパートナーのシメカにプロポーズをした。2016年6月26日、コロラドスプリングスにて挙式を行った。式にはアシュリー・ワグナー、アダム・リッポン、マディソン・チョック、エヴァン・ベイツ、マックス・アーロン、ライアン・ブラッドレイ、ドリュー・ミーキンス、マデリーン・アーロン、マックス・セットレージらが出席した。

## 経歴
ブリナ・カルメンと組み、2008年の全米選手権ノービスクラスで優勝。2009年には世界ジュニア選手権にも出場。カロリン＝アン・アルバとのペアを結成するも1シーズンで解散。アンドレア・ポープストとのペアでアイスチャレンジで優勝し、全米選手権は初めてシニアクラスに出場し7位。しかし2011-2012シーズンの終わりに解散した。
2012年の4月にアレクサ・シメカとのペアを結成。国際大会初出場となったニース杯で優勝。ケイトリン・ヤンコウスカス/ジョシュア・レーガン組が怪我のために出場を辞退したために、NHK杯への出場が決まり、そこでは4位となった。全米選手権では銀メダルを獲得した。四大陸選手権への出場が決まったが、シメカが公式練習中に右足を負傷したために棄権をした。当初は世界選手権の代表では無かったが、ケイディー・デニー/ジョン・コフリン組が次のシーズンへの準備のために出場辞退をしたため、繰り上がりで出場。そこでは9位となった。
2013-2014シーズン、グランプリシリーズには2戦出場。中国杯では5位、ロステレコム杯では6位だった。全米選手権では4位。四大陸選手権ではSPで自己ベストを更新して2位、FSではジャンプの失敗が重なり4位となるも総合3位でISU主催の国際大会で初めてのメダルを獲得した。
2014-2015シーズン、全米選手権では4回転ツイストリフトに初成功するなどして初優勝。
2015-2016シーズン、スケートアメリカで2位となり、グランプリシリーズで初のメダルを獲得した。初出場のグランプリファイナルでは、FSでの4回転ツイストリフトの転倒もあり、最下位に終わった。全米選手権では2位。四大陸選手権では、FSで1つのマイナスも受けない演技で、初めて140点を超えるスコアをマークした。総合得点でも初めて200点台を超え、銀メダルを獲得した。
2016-2017シーズン、4月からシメカの体の不調が始まり、8月に腹部の手術を2度受けた。9月に練習を再開するも、グランプリシリーズの欠場を発表した。大会に必要なレベルの練習を積めていないことで、全米選手権も欠場した。四大陸選手権で試合復帰を果たし6位。世界選手権では10位となった。
2017-2018シーズン、全米選手権では3年ぶり2度目の優勝を果たし、1枠しかない平昌オリンピック代表に内定した。平昌オリンピック団体戦では銅メダルを獲得。個人戦では15位に入った。世界選手権では自己ワーストの15位となった。その結果、翌年のアメリカペアの出場枠は1枠に減った。アメリカの1枠陥落は、大会全体の出場ペアがわずか5組に止まった1957年大会以来62年ぶりのことである。2018年5月14日、休養を発表したばかりのアリオナ・サフチェンコへのコーチ変更と、シカゴとドイツ・オーベルストドルフへ練習拠点を移すことを発表した。

## 主な戦績
- アレクサ・シメカとのペア

| 大会/年            | 2012 -13 | 2013 -14 | 2014 -15 | 2015 -16 | 2016 -17 | 2017 -18 | 2018 -19 | 2019 -20 |
| ------------------ | -------- | -------- | -------- | -------- | -------- | -------- | -------- | -------- |
| 冬季オリンピック   |          |          |          |          |          | 15       |          |          |
| 世界選手権         | 9        |          | 7        | 9        | 10       | 15       |          |          |
| 四大陸選手権       | 棄権     | 3        | 5        | 2        | 6        |          |          |          |
| 世界国別対抗戦     |          |          | T1/P4    |          |          |          |          |          |
| 全米選手権         | 2        | 4        | 1        | 2        |          | 1        | 7        | 1        |
| GPファイナル       |          |          |          | 7        |          |          |          |          |
| GP NHK杯           | 4        |          |          | 3        |          | 5        | 3        | 7        |
| GPロステレコム杯   |          | 6        |          |          | 辞退     |          |          |          |
| GP中国杯           |          | 5        |          |          |          |          |          |          |
| GPエリック杯       |          |          | 4        |          |          |          |          |          |
| GPスケートカナダ   |          |          |          |          |          |          |          | 4        |
| GPスケートアメリカ |          |          | 4        | 2        |          | 5        | 4        |          |
| CSゴールデンスピン |          |          |          |          |          |          | 2        | WD       |
| CSネーベルホルン杯 |          |          | 3        | 2        |          |          | 2        | 2        |
| ネペラ杯           |          | 3        |          |          |          |          |          |          |
| CS USクラシック    |          |          | 1        |          |          | 2        |          |          |
| CSアイスチャレンジ |          |          |          | 1        |          |          |          |          |
| ニース杯           | 1        |          |          |          |          |          |          |          |

- 2008-2009シーズンまではブリン・カルメンとのペア
- 2009-2010シーズンはカロリン＝アン・アルバとのペア
- 2011-2012シーズンまではアンドレア・ポープストとのペア

| 大会/年               | 2006-07 | 2007-08 | 2008-09 | 2009-10 | 2010-11 | 2011-12 |
| --------------------- | ------- | ------- | ------- | ------- | ------- | ------- |
| 全米選手権            | 4 N     | 1 N     | 2 J     | 4 J     | 2 J     | 7       |
| アイスチャレンジ      |         |         |         |         |         | 1       |
| 世界Jr.選手権         |         |         | 9       |         |         |         |
| JGPゴールデンリンクス |         |         | 5       |         |         |         |
| JGPメキシコ杯         |         |         | 9       |         |         |         |

### 詳細
| 2017-2018 シーズン    |                                                                               |          |           |           |
| 開催日                | 大会名                                                                        | SP       | FS        | 結果      |
| 2018年3月21日 - 25日  | 2018年世界フィギュアスケート選手権（ミラノ）                                  | 11 69.55 | 15 112.49 | 15 182.04 |
| 2018年2月14日 - 15日  | 2018年平昌オリンピック（平昌）                                                | 14 65.55 | 15 120.27 | 15 185.82 |
| 2017年11月24日 - 26日 | ISUグランプリシリーズスケートアメリカ（レークプラシッド）                     | 5 64.27  | 6 124.80  | 5 189.07  |
| 2017年11月10日 - 12日 | ISUグランプリシリーズNHK杯（大阪）                                            | 4 65.86  | 5 126.65  | 5 192.51  |
| 2017年9月13日 - 17日  | ISUチャレンジャーシリーズUSインターナショナルクラシック（ソルトレイクシティ） | 3 61.46  | 1 124.76  | 2 186.08  |

| 2016-2017 シーズン     |                                                  |         |           |           |
| 開催日                 | 大会名                                           | SP      | FS        | 結果      |
| 2017年3月27日 - 4月2日 | 2017年世界フィギュアスケート選手権（ヘルシンキ） | 8 72.17 | 11 130.20 | 10 202.37 |
| 2017年2月14日 - 19日   | 2017年四大陸フィギュアスケート選手権（江陵）     | 6 69.10 | 6 124.81  | 6 193.91  |

| 2015-2016 シーズン     |                                                                  |         |           |          |
| 開催日                 | 大会名                                                           | SP      | FS        | 結果     |
| 2016年4月22日 - 24日   | 2016年コーセー・チームチャレンジカップ（スポケーン）             | -       | 3 122.15  | 1 団体   |
| 2016年3月26日 - 4月3日 | 2016年世界フィギュアスケート選手権（ボストン）                   | 7 71.37 | 12 118.69 | 9 190.06 |
| 2016年2月16日 - 21日   | 2016年四大陸フィギュアスケート選手権（台北）                     | 3 67.61 | 2 140.35  | 2 207.96 |
| 2016年1月15日 - 24日   | 全米フィギュアスケート選手権（セントポール）                     | 2 67.35 | 2 129.45  | 2 196.80 |
| 2015年12月9日 - 13日   | 2015/2016 ISUグランプリファイナル（バルセロナ）                  | 6 68.14 | 7 109.28  | 7 177.42 |
| 2015年11月27日 - 29日  | ISUグランプリシリーズ NHK杯（長野）                              | 2 68.43 | 3 122.23  | 3 190.66 |
| 2015年10月27日 - 31日  | ISUチャレンジャーシリーズ アイスチャレンジ（グラーツ）           | 1 68.74 | 1 120.54  | 1 189.28 |
| 2015年10月23日 - 25日  | ISUグランプリシリーズ スケートアメリカ（ミルウォーキー）         | 1 69.69 | 4 122.28  | 2 191.97 |
| 2015年9月23日 - 26日   | ISUチャレンジャーシリーズ ネーベルホルン杯（オーベルストドルフ） | 4 58.00 | 2 121.56  | 2 179.56 |

| 2014-2015 シーズン    |                                                                                |         |          |          |
| 開催日                | 大会名                                                                         | SP      | FS       | 結果     |
| 2015年4月16日 - 19日  | 2015年世界フィギュアスケート国別対抗戦（東京）                                 | 4 64.22 | 3 127.87 | 1 団体   |
| 2015年3月23日 - 29日  | 2015年世界フィギュアスケート選手権（上海）                                     | 7 65.56 | 7 120.25 | 7 185.81 |
| 2015年2月9日 - 15日   | 2015年四大陸フィギュアスケート選手権（ソウル）                                 | 5 63.54 | 5 124.44 | 5 187.98 |
| 2015年1月17日 - 25日  | 全米フィギュアスケート選手権（グリーンズボロ）                                 | 1 74.01 | 1 136.48 | 1 210.49 |
| 2014年11月21日 - 23日 | ISUグランプリシリーズ エリック・ボンパール杯（ボルドー）                       | 4 59.04 | 3 120.28 | 4 179.32 |
| 2014年10月24日 - 26日 | ISUグランプリシリーズ スケートアメリカ（シカゴ）                               | 4 60.61 | 4 108.01 | 4 168.62 |
| 2014年9月24日 - 27日  | ISUチャレンジャーシリーズ ネーベルホルン杯（オーベルストドルフ）               | 3 55.29 | 3 110.81 | 3 166.10 |
| 2014年9月10日 - 14日  | ISUチャレンジャーシリーズ USインターナショナルクラシック（ソルトレイクシティ） | 2 49.00 | 1 114.24 | 1 163.24 |

| 2013-2014 シーズン    |                                                    |         |          |          |
| 開催日                | 大会名                                             | SP      | FS       | 結果     |
| 2014年1月20日 - 25日  | 2014年四大陸フィギュアスケート選手権（台北）       | 2 66.04 | 4 104.31 | 3 170.35 |
| 2014年1月5日 - 12日   | 全米フィギュアスケート選手権（ボストン）           | 5 64.68 | 4 124.99 | 4 189.67 |
| 2013年11月22日 - 24日 | ISUグランプリシリーズ ロステレコム杯（モスクワ）   | 5 59.56 | 6 114.14 | 6 173.70 |
| 2013年11月1日 - 3日   | ISUグランプリシリーズ 中国杯（北京）               | 4 57.99 | 6 103.73 | 5 161.72 |
| 2013年10月3日 - 5日   | 2013年オンドレイネペラトロフィー（ブラチスラヴァ） | 2 51.17 | 3 102.17 | 3 153.34 |

| 2012-2013 シーズン    |                                                |          |          |          |
| 開催日                | 大会名                                         | SP       | FS       | 結果     |
| 2013年3月10日 - 17日  | 2013年世界フィギュアスケート選手権（ロンドン） | 12 55.73 | 9 117.78 | 9 173.51 |
| 2013年1月20日 - 27日  | 全米フィギュアスケート選手権（オマハ）         | 3 52.79  | 1 119.96 | 2 172.75 |
| 2012年11月23日 - 25日 | ISUグランプリシリーズ NHK杯（利府）            | 5 54.41  | 4 108.69 | 4 163.10 |
| 2012年10月24日 - 28日 | 2012年ニース杯（ニース）                       | 1 59.01  | 2 96.99  | 1 156.00 |

| 2011-2012 シーズン   |                                          |         |          |          |
| 開催日               | 大会名                                   | SP      | FS       | 結果     |
| 2012年1月22日 - 29日 | 全米フィギュアスケート選手権（サンノゼ） | 6 53.43 | 6 112.95 | 7 166.38 |
| 2011年11月1日 - 6日  | 2011年アイスチャレンジ（グラーツ）       | 1 51.72 | 1 91.42  | 1 143.14 |

| 2010-2011 シーズン   |                                                               |         |         |          |
| 開催日               | 大会名                                                        | SP      | FS      | 結果     |
| 2011年1月23日 - 30日 | 全米フィギュアスケート選手権 ジュニアクラス（グリーンズボロ） | 6 44.34 | 2 92.12 | 2 136.46 |

| 2009-2010 シーズン   |                                                           |         |         |          |
| 開催日               | 大会名                                                    | SP      | FS      | 結果     |
| 2010年1月14日 - 24日 | 全米フィギュアスケート選手権 ジュニアクラス（スポケーン） | 3 52.43 | 5 80.76 | 4 133.19 |

| 2008-2009 シーズン     |                                                               |          |         |          |
| 開催日                 | 大会名                                                        | SP       | FS      | 結果     |
| 2009年2月23日 - 3月1日 | 2009年世界ジュニアフィギュアスケート選手権（ソフィア）        | 9 45.94  | 9 78.99 | 9 124.93 |
| 2009年1月18日 - 25日   | 全米フィギュアスケート選手権 ジュニアクラス（クリーブランド） | 1 48.31  | 2 86.61 | 2 134.92 |
| 2008年10月1日 - 5日    | ISUジュニアグランプリ ゴールデンリンクス（東京）              | 5 45.75  | 5 80.10 | 5 125.85 |
| 2008年9月10日 - 14日   | ISUジュニアグランプリ メキシコ杯（メキシコシティ）            | 10 38.99 | 6 73.62 | 9 112.61 |

| 2007-2008 シーズン   |                                                             |         |         |          |
| 開催日               | 大会名                                                      | SP      | FS      | 結果     |
| 2008年1月20日 - 27日 | 全米フィギュアスケート選手権 ノービスクラス（セントポール） | 2 37.01 | 1 83.52 | 1 120.53 |

| 2006-2007 シーズン   |                                                           |         |         |          |
| 開催日               | 大会名                                                    | SP      | FS      | 結果     |
| 2007年1月21日 - 28日 | 全米フィギュアスケート選手権 ノービスクラス（スポケーン） | 8 38.52 | 4 73.73 | 4 112.25 |

## プログラム使用曲
| シーズン  | SP | FS | EX |
| --------- | --- | --- | --- |
| 2017-2018 | Come What May 映画『ムーラン・ルージュ』サウンドトラックより ボーカル：ニコール・キッドマン、ユアン・マクレガー 振付：シンディ・スチュアート | ミュージカル『ゴースト』より 作曲：デイヴ・スチュワート、グレン・バラード 振付：シンディ・スチュアート、クリストファー・ディーン | Nothing Else Matters 曲：メタリカ 振付：ジュリー・マルコット |
| 2016-2017 | Come What May 映画『ムーラン・ルージュ』サウンドトラックより ボーカル：ニコール・キッドマン、ユアン・マクレガー 振付：シンディ・スチュアート | アンチェインド・メロディ ミュージカル『ゴースト』より 作曲：デイヴ・スチュワート 振付：シンディ・スチュアート | Rise Up ボーカル：アンドラ・デイ |
| 2015-2016 | Nothing Else Matters 曲：メタリカ 振付：ジュリー・マルコット                                                                                 | 映画『エリザベス:ゴールデン・エイジ』サウンドトラックより 作曲：クレイグ・アームストロング、A・R・ラフマーン 振付：ジュリー・マルコット                                                                                                  | ミス・ア・シング ボーカル：エアロスミス花の二重唱 歌劇『ラクメ』より 作曲：レオ・ドリーブRise Up ボーカル：アンドラ・デイ                                                                                                  |
| 2014-2015 | ロクサーヌのタンゴ 映画『ムーラン・ルージュ』より 作曲：ポリス 振付：ジュリー・マルコット                                                    | 映画『巴里のアメリカ人』より 作曲：ジョージ・ガーシュウィン 振付：ジュリー・マルコット | ガールズ・ジャスト・ワナ・ハヴ・ファン ボーカル：シンディ・ローパー It's a Man's, Man's, Man's World ボーカル：ジェームス・ブラウン マッチョ・メン 曲：ヴィレッジ・ピープルYou Are So Beautiful ボーカル：ジョー・コッカー |
| 2013-2014 | パパ、見守ってください 映画『愛のイエントル』より 作曲：ミシェル・ルグラン 振付：カタリナ・リンデン                                          | 映画『エバー・アフター』より 作曲：ジョージ・フェントン 振付：イーゴリ・シュピリバンド | You're The One That I Want ボーカル：オリビア・ニュートン＝ジョン、ジョン・トラボルタ |
| 2012-2013 | ピアノソナタ第14番 作曲：ルートヴィヒ・ヴァン・ベートーヴェン 振付：ダリラ・サッパンフィールド                                               | 映画『ラスト・オブ・モヒカン』サウンドトラックより 作曲：ランディ・エデルマン 500 Nations 作曲：ピーター・バフェット映画『ライフ・イズ・ビューティフル』サウンドトラックより 作曲：ニコラ・ピオヴァーニ 振付：ダリラ・サッパンフィールド | Just A Kiss 曲：レディ・アンテベラム |